# Pobieda (1900)
Pobieda (ros. Победа) – rosyjski pancernik generacji przeddrednotów z początku XX wieku, ostatni okręt typu Pierieswiet. Wszedł do służby rosyjskiej w 1902 roku. Brał udział w działaniach pod Port Artur podczas wojny rosyjsko-japońskiej. Zatopiony i zdobyty w Port Artur w 1905 roku przez Japończyków, został podniesiony z dna i wcielony do służby japońskiej jako Suwo (周防).

## Służba w Rosji

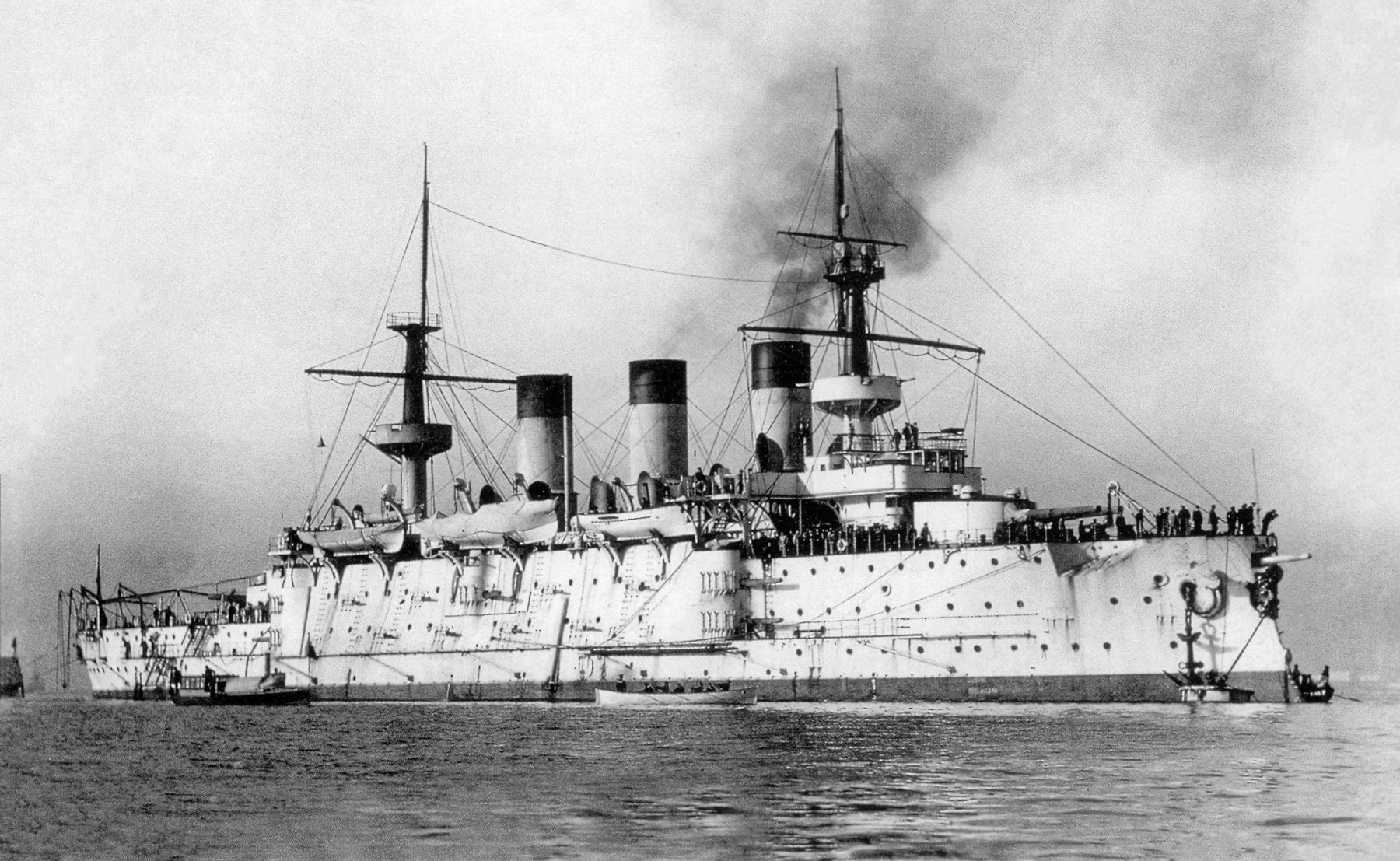
Cesarski rosyjski pancernik „Pobieda” w Tulonie, 1901.

„Pobieda” został zbudowany jako pancernik typu Pierieswiet i wcielony do Imperialnej Marynarki Wojennej Rosji w 1903. Był jednym z pierwszych rosyjskich okrętów, na którym zamontowano działa szybkostrzelne. Miał wysoką dziobówkę, artylerię średniego kalibru umieszczoną na dwóch pokładach oraz pancerz na całej długości kadłuba. Został zaprojektowany jako ciężko uzbrojony i szybki okręt, ale nie spełnił oczekiwań.
„Pobieda” został uszkodzony po raz pierwszy w ostrzale Port Arthur, następnie wszedł na minę. Otrzymał 11 trafień w czasie bitwy na Morzu Żółtym, a po powrocie do Port Arthur na remont został kilkakrotnie trafiony przez japońskie baterie nabrzeżne. 7 grudnia 1904 japońskie działa oblężnicze zatopiły okręt.

## Służba w Japonii
Podniesiony z dna po wojnie, w październiku 1905, został wyremontowany i wcielony do służby jako „Suwo”, otrzymując nazwę pochodzącą od prowincji Suo, obecnie części prefektury Yamaguchi.
Po przebudowie w Yokosuce (zamontowano japońskie kotły i uzbrojenie) w październiku 1908 okręt został przeklasyfikowany na pancernik obrony wybrzeża 1. klasy. Pełnił tę rolę przez wiele lat, przechodząc w 1912 przebudowę. W czasie I wojny światowej, podczas oblężenia Tsingtau, 27 października 1914 japońska marynarka wysłała eskadrę pod dowództwem wiceadmirała Sadakichi Kato, który podniósł swój proporzec na „Suwo”. Miał on na celu blokowanie Jiaozhou będącego pod kontrolą Niemiec. Dwa okręty Royal Navy przydzielone do China Station (przeddrednot HMS „Triumph” i niszczyciel HMS „Usk”) zostały przydzielone do japońskiej eskadry, która składała się głównie z przestarzałych okrętów, aczkolwiek było także w niej kilka nowoczesnych jednostek, takich jak transportowiec wodnosamolotów „Wakamiya”, drednoty „Kawachi” i „Settsu” oraz krążownik liniowy „Kongō” (na czas tej operacji).
Po wojnie „Suwo” został przydzielony do szkolenia kadetów i obsługi maszynowni. W 1917 został artyleryjskim okrętem szkolnym. W 1922 stary pancernik został rozbrojony w Kure. W czasie tego procesu 13 lipca przeddrednot wywrócił się. Kadłub został wyprostowany, a wieże artyleryjskie, maszynownia i główny pancerz zostały usunięte. Pozostałe prace zostały jednak wstrzymane. Kadłub został przeholowany do Mitsugojima, gdzie pozostawał przez II wojnę światową jako hulk magazynowy. W 1946 jednostka została odholowana do Kure i zezłomowana.